# Polyvinylpyrrolidone
La polyvinylpyrrolidone (PVP), appelée aussi polyvidone ou povidone, est un polymère organique synthétisé par polymérisation de la N-vinylpyrrolidone.

## Risque pour la santé
Si le monomère est cancérigène et très toxique pour la vie aquatique, l'additif E1201, de forme polymère, serait inoffensif, mais il contient des traces de forme monomère préoccupantes[réf. nécessaire]. Ces résidus sont aujourd'hui théoriquement limités à 10 mg/kg d'additif. Au Centre international de recherche sur le cancer, la polyvinylpyrrolidone est « inclassable quant à sa cancérogénicité pour l'homme », tandis que l'Association pour la recherche thérapeutique anticancéreuse (ARTAC, France) la classe parmi les additifs certainement cancérigènes.

## Utilisations
E1201 est listé comme raffermissant, stabilisant et agent de dispersion, le codex Alimentarius l'attribue à certains spiritueux (bières comprises), vinaigres, concentrés pour boissons aromatisées, édulcorants de table (jusque 3 000 mg/kg), chewing-gums (jusque 10 000 mg/kg), compléments alimentaires (sans limite (BPF)) et fruits frais traités en surface.
L'industrie répertorie également la polyvinylpyrrolidone dans les cosmétiques (fixateur capillaire, liant, antistatique, émulsifiant, etc.), et certains produits pharmaceutiques (collyre...). Comme telle, elle est utilisée dans les plasmas sanguins ou comme adjuvant en raison de sa solubilité dans l'eau et les solvants polaires. Son aptitude à former des films est remarquable. Les domaines d'application sont vastes et vont des produits d'hygiène (shampoing, dentifrice…) au papier pour imprimantes photo et peintures,,.

## Polyvinylpolypyrrolidone
La crospovidone (numéro CAS 25249-54-1), aussi appelée polyvinylpolypyrrolidone (sigle PVPP) ou E1202, est une polyvinylpyrrolidone réticulée, insoluble.